# Mont Frampton
Le mont Frampton est une montagne située à Frampton dans la MRC La Nouvelle-Beauce, dans la région administrative Chaudière-Appalaches. Elle culmine à 640 mètres d'altitude.